# Teatro fisico

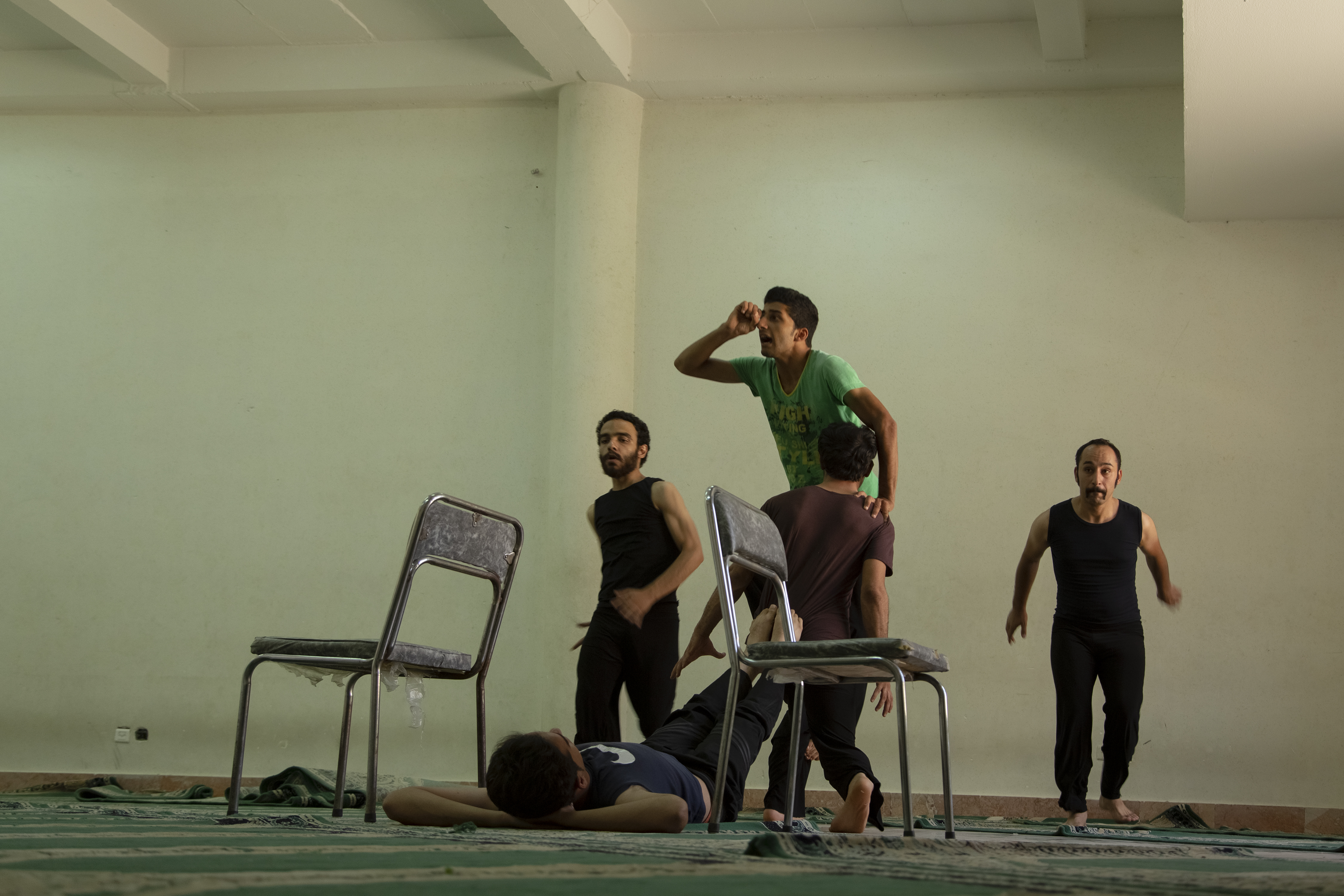
Garage Theater Company, compagnia di teatro fisico iraniana

Il teatro fisico è un genere di rappresentazione teatrale che pone il fulcro del processo creativo, dell'espressione e della comunicazione nel corpo e nel movimento.
Nel corso del Novecento l'espressione "teatro fisico", introdotta intorno agli anni settanta, è diventata un "termine ombrello", sotto cui raggruppare una produzione eclettica avente come caratteristica comune uno stile artistico focalizzato sul corpo degli attori, o su espressioni artistiche, come il teatro-danza, il mimo, il teatro di strada, la clowneria, il circo, il cui comune denominatore è l'accento posto sull'espressione corporea, sul movimento fisico degli interpreti, anziché sul testo.
In Occidente, l'idea di teatro fisico si è manifestata nel corso del Novecento in opposizione all'egemonia di un teatro definito dalle sue dimensioni letterarie e verbali, nel quale la parola domina sul corpo.

## Uso del termine

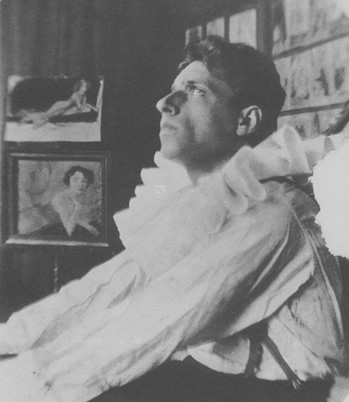
Vsevolod Meyerhold come Pierrot (1907)

Il primo uso esplicito di questo termine si colloca intorno agli anni settanta del Novecento, per affermarsi nella metà degli anni '80, quando viene frequentemente usato per definire una serie di pratiche teatrali e performative emergenti in Gran Bretagna, di cui i più riconosciuti rappresentanti sono le compagnie Complicité e DV8, il cui lavoro, di forte impatto visivo, si concentra sulla fisicità degli interpreti. Successivamente il termine, e le relative pratiche ad esso collegate, si diffondono in altri paesi di lingua inglese, come gli Stati Uniti e l'Australia, e in alcuni paesi europei.
Il suo significato, tuttavia, resta problematico, poco codificabile, e la sua storia incerta, essendo un termine tautologico, se si considera che l'elemento corporeo e la fisicità sono elementi costitutivi del teatro - "tutta la performance teatrale è un'attività incarnata" - e che la tradizione teatrale non occidentale, come ad esempio il butoh, da cui il teatro fisico trae ispirazione, include la danza e il virtuosismo corporeo degli attori.
Diversi testi hanno inoltre usato questo termine in maniera retrospettiva, assegnandolo ad esempio al lavoro di Antonin Artaud, Vsevelod Mejerchol'd e Jerzy Grotowski, che non si sono mai identificati in questa espressione. La sua accettazione risulterebbe controversa anche da parte dei gruppi teatrali contemporanei collocabili in questa pratica: Lloyd Newson, regista, ballerino e coreografo cofondatore nel 1986 del DV8 Physical Theatre, la prima compagnia che ha incorporato il termine nella sua denominazione, ha affermato di ritenere questa espressione ormai svuotata di ogni utilità in quanto utilizzata per descrivere "quasi tutto ciò che non è danza tradizionale o teatro" e anche il Théâtre de Complicité si è dimostrato ostile ad ogni etichettatura del suo lavoro con questo nome. Desmond Jones, fondatore nel 1979 di una "scuola di mimo" a Londra, dalla metà degli anni '90, avrebbe invece scelto consapevolmente la denominazione "Scuola di mimo e teatro fisico".
Keefe e Murray, autori di due importanti testi sul teatro fisico, ritengono che il suo significato potrebbe essere condiviso anche da pratiche teatrali risalenti a duemila anni fa, e propongono di usare il termine al plurale "teatri fisici", per l'ampio spettro di varietà e caratteristiche che esso rappresenta, e per le diverse tradizioni di performance corporea che si sono sviluppate nel corso del tempo.
La propensione ad utilizzare espressioni diverse per pratiche teatrali emergenti – teatro visivo/performance, teatro di movimento, teatro basato sul corpo, teatro gestuale, teatro-danza, mimo moderno – sarebbe a loro parere rivelatrice degli interessi e delle "preoccupazioni culturali occidentali della fine del XX secolo" nel distinguere la direzione della produzione contemporanea rispetto al mainstream.

## Origini e influenze
Keefe e Murray sostengono che la pluralità, le diverse forme di "teatri fisici/il fisico nei teatri" sono rapportabili a radici e tradizioni tecniche sia comuni che diverse, fra di loro in relazione dialettica e interattiva: le opere di Beckett o Cechov, la produzione di Littlewood o di Brecht, le pratiche sceniche di Shakespeare o Eschilo sono a loro parere tutte annoverabili sotto il termine "teatro fisico" e interpretabili come un riflesso della natura "disordinata e ibrida" del teatro. La tradizione del mimo, a cui i maestri francesi come Copeau, Lecoq e Decroux si sono ispirati, e che ha influenzato le pratiche di teatro fisico, risale all'antica Grecia; la sua eredità è sopravvissuta nel Medioevo con le compagnie itineranti, per poi rifiorire in Italia nel XV-XVI secolo sotto la forma di commedia dell'arte, di pantomima e di Arlecchino nel XIX secolo.

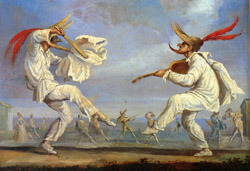
Illustrazione del XIX secolo della Commedia dell'Arte

Nel ricercare la relazione tra le pratiche di teatro fisico contemporanee e i loro più ampi contesti teorici e culturali, i due autori britannici individuano quindi due principali percorsi: le "tradizioni profonde", classiche e popolari, nelle quali l'importanza del corpo si manifesta attraverso "il dramma "classico", il teatro medievale, il teatro di strada, il circo, il music hall/vaudeville, il clown, l'agitprop, lo sport"; i "percorsi ibridi", quali quelli che nel XIX e XX secolo hanno portato all'intreccio di pratiche di mimo-danza-perfomance-teatrale d'avanguardia, che prefigurano o illustrano la gamma dei teatri fisici.
Keefe e Murray avvertono infine i loro lettori che l'attenzione degli studi in materia, a loro contemporanei, è focalizzata sulle pratiche e le storie occidentali, e che sono consapevoli dei limiti della loro ricerca, che può risultare omissiva nei confronti delle "ricche complessità delle forme teatrali asiatiche, africane o sudamericane".
Ana Sánchez-Colberg contestualizza il teatro fisico all'interno di alcuni processi, come quello di "svalutazione del linguaggio" che ha interessato il teatro d'avanguardia, in particolare nella produzione "incentrata sul corpo", e quello avvenuto all'interno della danza d'avanguardia, in cui si compie un cambiamento significativo della comprensione del rapporto tra corpo e spazio. Il legame stilistico ed estetico tra la produzione teatrale e quella coreografica, secondo l'autrice, sarebbe evidente nell'interscambiabilità con cui spesso sono stati usati i termini "teatro fisico" e "teatro-danza" negli anni ottanta, quando inizia ad affermarsi il "teatro fisico" come genere distinto.
Dymphna Callery indica fra le origini molteplici e complesse del teatro fisico la tradizione del mimo, a cui il grande maestro francese Jacques Copeau si è ispirato, unitamente alla grande tradizione del teatro Nō giapponese, e le sfide lanciate al naturalismo dal teatro sperimentale del XX secolo. La rivoluzione attuata da importanti figure di riformatori teatrali - registi, attori, pedagoghi - avrebbe condotto ad una crescente importanza assegnata al corpo e ad una formazione degli attori orientata verso l'addestramento fisico: da Meyerhold, Copeau, Artaud, Brecht, Cechov, Grotowski, Decroux, a Stanislavskij, Brook, Barba, Lecoq, pur con finalità, presupposti filosofici ed estetici diversi, essi avrebbero posto l'accento sulle "pratiche di incarnazione, espressività fisica e fluidità corporea."

### Tradizioni asiatiche

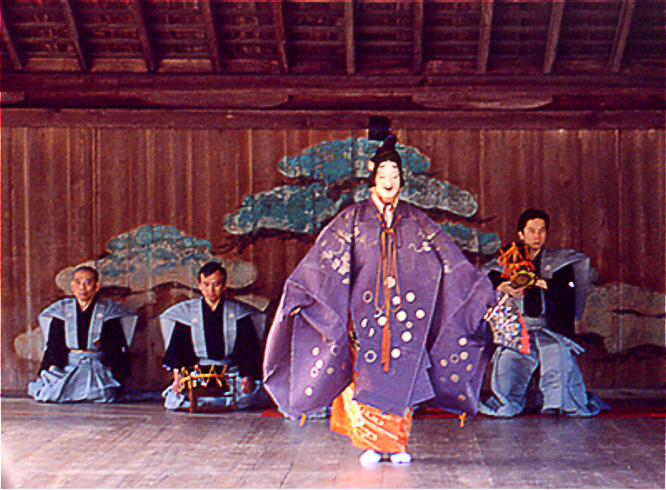
Teatro Noh

Il teatro orientale ha sempre destinato largo spazio alla dimensione performativa degli attori e all'immaginazione dello spettatore. Fondato non sulla recitazione di un testo, ma su una miscela di musica, danza, mimo, acrobazie, parola e canto, ha alimentato molti esperimenti dell'avanguardia europea ed è stato fonte di ispirazione per numerosi praticanti, drammaturghi e registi, insoddisfatti dell'impostazione naturalistica e letteraria del teatro occidentale. Alcuni di questi hanno in seguito riversato le proprie esperienze, in maniera diretta o indiretta, nel teatro fisico.
Antonin Artaud ha sviluppato le sue idee sul teatro della crudeltà dopo aver assistito ad uno spettacolo di teatro danza balinese a Parigi all'Esposizione Coloniale del 1931. Affascinato dall'energia e dalla natura visiva di queste rappresentazioni fondate sui segni e non sulle parole, nelle quali gli attori si trasformavano in "geroglifici animati", ne avrebbe ampiamente descritto e sottolineato l'importanza in diversi suoi scritti:
(Antonin Artaud, Il teatro e il suo doppio, Einaudi, 1968)
Suggestioni del kabuki sono riscontrabili in diverse opere di Paul Claudel e alcune sue tecniche sono state esplorate da Meyerhold. Il teatro nō giapponese ha influenzato Jerzy Grotowski, Peter Brook, Jacques Copeau, Joan Littlewood, Eugenio Barba; è stato importante per molti praticanti, incluso Jacques Lecoq, che ha basato la sua maschera neutra sulla maschera del nō.
Il teatro cinese e le sue tecniche lasciarono un importante segno su Bertolt Brecht, quando nel 1935 assistette a Mosca ad uno spettacolo del grande attore Mei Lanfang (1884-1961), che l'avrebbe portato a scrivere il saggio Effetti di alienazione nella recitazione cinese (1936), in cui usò il termine Verfremdungseffekt (effetto straniamento), uno dei concetti cardine della sua teoria del teatro epico, per descrivere il modo in cui gli attori cinesi si tenevano a distanza dal loro personaggio: "nessuno viene sopraffatto dall'individuo che interpreta".
Accanto ai praticanti occidentali contemporanei, diversi professionisti del teatro giapponese hanno dimostrato il legame con le proprie tradizioni. Tadashi Suzuki ha attinto in parte al nō e i suoi studenti e collaboratori hanno diffuso in Occidente il suo addestramento prettamente fisico, grazie soprattutto alla collaborazione tra il regista teatrale giapponese e la regista statunitense Anne Bogart, e alla contemporanea formazione dei suoi attori sia con il metodo Suzuki che con il metodo Viewpoints.
Non solo Tadashi Suzuki, ma anche il butō, una forma di teatro danza nata nel 1959 dalla collaborazione tra Tatsumi Hijikata e Kazuo Ohno, contiene elementi dell'immaginario e della fisicità del nō. Il butō ha influenzato i praticanti occidentali negli anni recenti, così come a loro volta alcuni artisti e coreografi butoh, come Oikawa Hironobu, hanno assimilato le idee di mimo di Lecroix e il teatro di Antonin Artaud.

### Innovazione del teatro europeo
(Vsevolod Ėmil'evič Mejerchol'd, 1922)

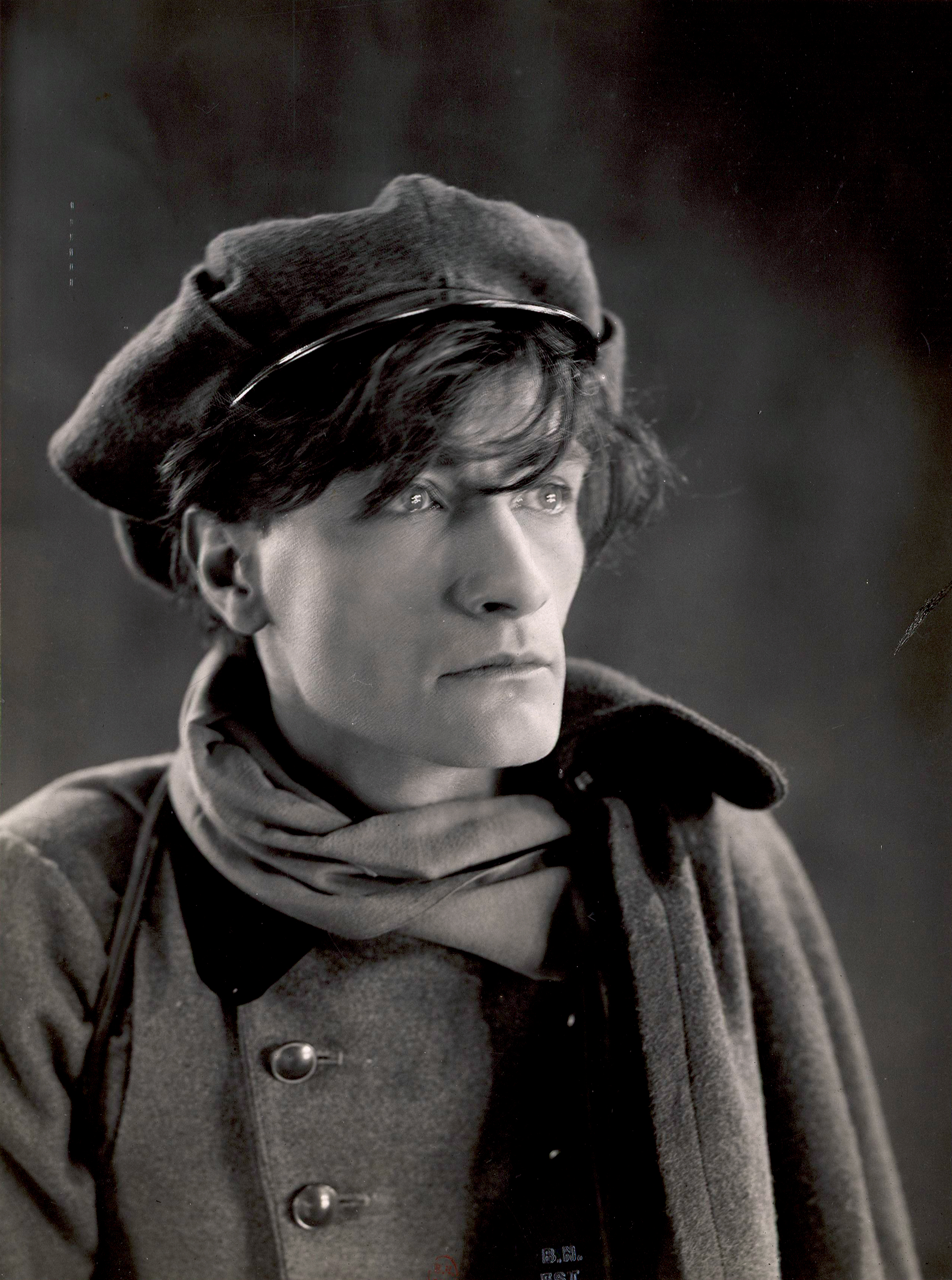
Antonin Artaud nel film Le Juif errant, 1926

Nell'Europa di fine Ottocento e in gran parte del Novecento la reazione al realismo si è espressa nella critica alla "forma spettacolo", in particolare alla tradizione letteraria del teatro, e nella nuova importanza, anche teorica, assegnata agli elementi non discorsivi, come ad esempio la scenografia, ai processi di creazione e ad altre arti teatrali, oltre a quelle del drammaturgo e dell'attore. Edward Gordon Craig, ad esempio, sostenne che la responsabilità assoluta di tutti gli elementi della produzione teatrale dovesse essere assunta da un singolo artista-designer-regista, anticipando così uno dei maggiori sviluppi del teatro del Novecento.
Hanno contribuito allo sviluppo del teatro fisico diversi eventi e movimenti culturali e sociali: la critica alle convenzioni teatrali sostenuta dai dadaisti, surrealisti, futuristi, in nome della spontaneità, della libertà creativa, del potere dell'immaginazione, contrapposti alla parola parlata, e l'idea di un teatro fondato non solo sull'intelletto ma anche sui sensi; la riscoperta del corpo favorita dall'affermarsi dello sport; le sperimentazioni e l'evoluzione artistica di numerosi professionisti e teorici del teatro, dalla biomeccanica di Meyerhold alla centralità dell'aspetto visivo e del corpo dell'attore come fonte di significato in Copeau; dal teatro povero di Grotowski al terzo teatro e al regno "pre-espressivo" di Eugenio Barba, che includevano una formazione per gli attori comprensiva di un alto livello di addestramento fisico, all'estetica performativa di Peter Brooks che utilizzò acrobazie ed elementi altamente fisici nelle sue esibizioni, spostando l'attenzione dalla recitazione all'azione, alla figura dell'"attore come improvvisatore/danzatore/acrobata".
La "natura visiva e viscerale" del teatro di Artaud, antitesi del realismo, ha avuto una notevole influenza nel plasmare ciò che è diventato noto come teatro fisico: il suo rifiuto del primato del testo ha posto il corpo al centro della messa in scena con lo scopo di scoprire il "linguaggio oltre le parole"; la visione espressa nel suo teatro della crudeltà, inoltre, riecheggia in alcune realizzazioni di teatro fisico come Dead Dreams of Monochrome Men (1988) di DV8, Shoot di Chris Burden, o in performance artist come Ron Athey e Marina Abramović e Ulay.

### Mimo

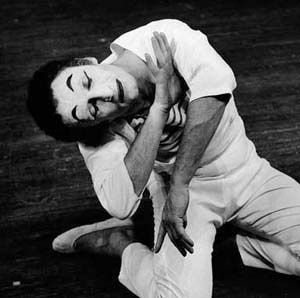
Marcel Marceau, 1963

Jacques Copeau per realizzare il suo concetto di "attore totale" e stimolare l'espressività corporea ha introdotto nella formazione degli attori il balletto, la ginnastica, l'improvvisazione, il mimo, la creazione e l'uso delle maschere, prestando attenzione allo sviluppo di abilità e competenze fisiche. Alla sua scuola, l'École du Vieux-Colombier, si è formato Étienne Decroux, padre del mimo e figura chiave del teatro fisico del dopoguerra, che ha sperimentato nuove forme di spettacolo basate essenzialmente sulla fisicità dell'attore.
Suoi allievi sono stati Jacques Lecoq, Jean-Louis Barrault e Marcel Marceau, i più famosi attori della scuola di mimo francese. Il mimo e le scuole teatrali per clown, come la Scuola internazionale di teatro Jacques Lecoq a Parigi, a loro volta hanno formato in modo diretto o indiretto attori e registi, fra cui Ariane Mnouchkine e Robert Lepage, che nei loro spettacoli hanno ridimensionato o ridefinito il ruolo della sceneggiatura e influenzato molte espressioni moderne di teatro fisico: praticanti come Steven Berkoff, Philippe Gaulier, John Wright, i membri fondatori del Theatre de Complicité hanno ricevuto la loro formazione iniziale in queste istituzioni.
L'idea del mimo come "strumento per l'attore" che è alla base di gran parte del lavoro di Jacques Lecoq, è centrale nello sviluppo del teatro fisico.
Jean-Louis Barrault, allievo di Decroux e amico di Antonin Artaud, ha introdotto nel mimo l'uso della parola parlata e del canto, aumentando le possibilità espressive e creative di questo genere.
Barrault è autore di uno dei primi scritti sul "teatro totale", definito nel saggio Concert pour l’homme contenuto nel suo Réflexions sur le théâtre (1949), "quello che si serve dell'uomo 'nella sua totalità', i suoi gesti, la pantomima, le danze, il respiro, le grida, l'articolazione, la parola, la poesia e il canto".

### Danza

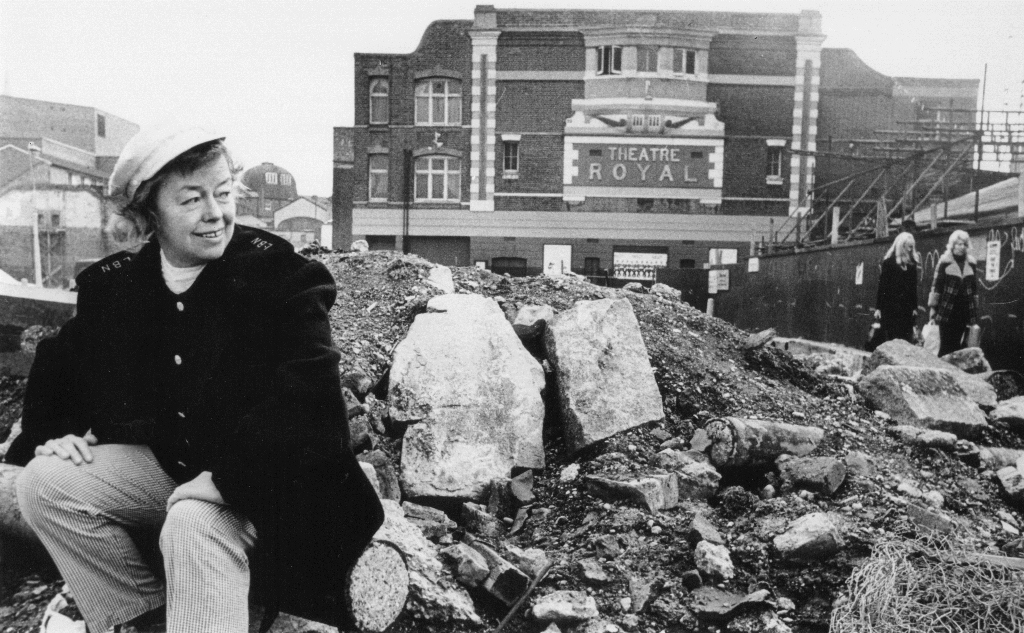
Joan Littlewood

La danza contemporanea, in particolare a partire dal coreografo ungherese Rudolf von Laban (1879 -1958), ha sviluppato un modo di guardare il movimento al di fuori della danza codificata, esercitando in tal modo una forte influenza nello sviluppo del teatro fisico. Laban è stato determinante nel considerare e creare il movimento non solo per danzatori e coreografi, ma anche per attori e registi, liberando la danza dai suoi confini disciplinari. Fra i primi ad applicare il suo metodo fu la regista teatrale Joan Littlewood, che intenzionata a far apprendere agli attori del suo Theatre Workshop l'importanza della fisicità nella performance, li sottopose ad un addestramento fisico basato sull'approccio del maestro coreografo ungherese.

Negli anni trenta Kurt Jooss, uno degli allievi di Laban, con il collega Sigmud Leeder sviluppò presso la Folkwang Hochschule di Essen un metodo di insegnamento basato sulla fusione tra tecnica classica ed espressione del gesto, orientato verso una prospettiva comunicativa e drammaturgica; la scuola, che integrava l'insegnamento della danza con lo studio di altre arti, come la musica, il teatro e la pittura, in una dimensione interdisciplinare, ebbe fra i suoi allievi la futura danzatrice e coreografa tedesca Pina Bausch, allieva di Kurt Jooss.

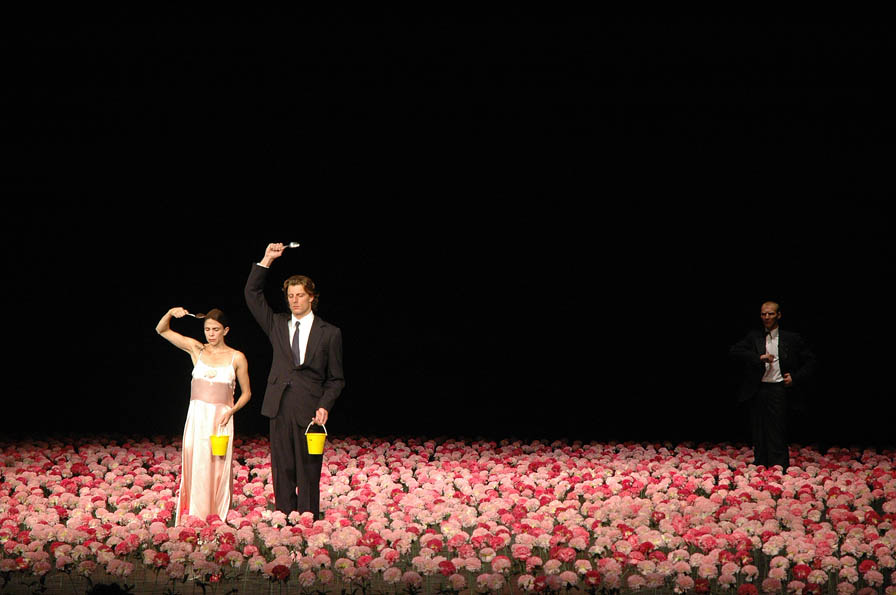
Scena da Nelken di Pina Bausch

La compagnia Tanztheater Wuppertal Pina Bausch segna, anche attraverso il nome, l'allontanamento della danza classica e dalle sue tecniche, verso un nuovo genere, il teatrodanza, caratterizzato dalla fusione di elementi propri del teatro, dell’opera musicale e della danza, unito ad un nuovo metodo di creazione coreografica. Pina Bausch sviluppa "il potenziale teatrale della danza, in particolare la scenografia e il design dei costumi, il movimento "non danzante" e l'uso della parola parlata, a volte nel discorso diretto". Il suo lavoro ha ispirato molti altri coreografi e compagnie, tra cui il DV8 Physical Theatre, e molti registi teatrali che hanno iniziato ad approfondire e utilizzare l'uso del corpo nella performance.
Anche negli Stati Uniti, e soprattutto nella New York degli anni sessanta, dove Pina Bausch, in soggiorno di studio presso la Juilliard School, venne a contatto con le tecniche di Martha Graham e gli insegnamenti di Antony Tudor, si affermano profondi cambiamenti nel campo della danza, forieri di nuovi sviluppi, anche in campo teatrale. Il danzatore e coreografo Merce Cunningham, indicato tra i pionieri della danza postmoderna, unito da una cinquantennale amicizia e collaborazione con il musicista John Cage, rivoluziona la scena artistica proponendo un nuovo modo di intendere il rapporto fra danza, musica e scenografia.

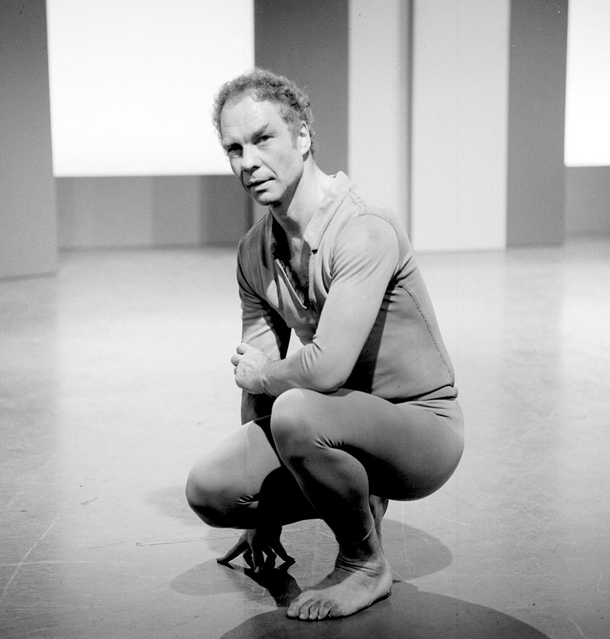
Merce Cunningham, 2009

Nello studio di Cunningham, in cui si svolge un corso di composizione tenuto da Robert Dunn, allievo di John Cage, nei primi anni sessanta nasce il Judson Dance Theatre, un collettivo di ballerini, compositori e artisti visivi - fra cui il pittore Robert Rauschenberg, i compositori John Cage e Philip Corner, i coreografi Merce Cunningham, Simone Forti, Anna Halprin, i danzatori Trisha Brown, Lucinda Childs, Yvonne Rainer e Steve Paxton - che rifiutano i confini della pratica della danza moderna e le specificità delle discipline artistiche, sperimentando nuove tecniche d'avanguardia.
I componenti del Judson Dance Theatre includono nelle coreografie i gesti tratti dalla strada o di uso quotidiano, danno importanza alla spontaneità e all'improvvisazione, trasformano gli “spettacoli” in "performance": nel luglio del 1962 la compagnia debutta con Concert of Dance alla Judson Memorial Church, una chiesa sconsacrata nel Greenwich Village di New York, segnando una delle pietre miliari della danza postmoderna.
Il movimento di danza postmoderno della Judson Dance Theatre ha influenzato i professionisti del teatro; i loro suggerimenti per il movimento e per l'addestramento corporeo sono risultati ugualmente accessibili per chi aveva una formazione di danza o teatrale. Il ballerino e coreografo statunitense Steve Paxton, membro del gruppo e ideatore della Contact Improvisation, ha coreografato pezzi basati sul camminare e ha insegnato a studenti di teatro al Dartington College of Arts e in altre istituzioni.
Anne Bogart, fondatrice negli anni novanta della compagnia teatrale SITI insieme al regista teatrale giapponese Tadashi Suzuki, noto per il suo metodo di formazione degli attori fondato su un approccio prettamente fisico, ha reso omaggio a questa compagnia di avanguardia nel suo ViewPoints Book, affermando che è alla loro filosofia che si ispira la sua opera:
(Anne Bogart, The Viewpoints Book, 2005, p. 4)

## Caratteristiche

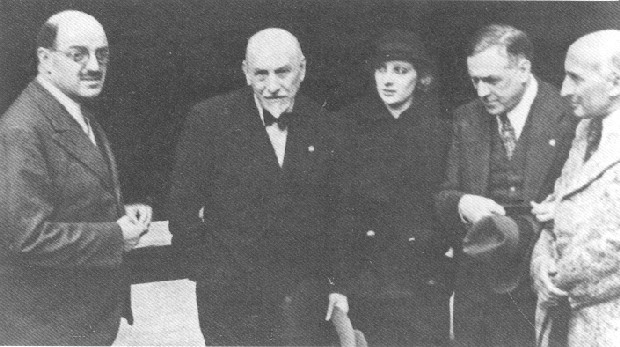
Luigi Pirandello, Silvio d’Amico, Andreina Pagnani, Renato Simonie Jacques Copeau 1933

La drammaturga e insegnante di recitazione britannica Dymphna Callery, autrice di uno dei più noti manuali sul teatro fisico, pur ritenendo il teatro fisico "non codificabile", ha individuato alcune caratteristiche comuni alle diverse espressioni di questo genere:
- l'enfasi sull'artista-creatore, piuttosto che sull'artista-interprete di una sceneggiatura preesistente;
- il processo di lavoro collaborativo;
- le pratiche incentrate sul corpo;
- il superamento della relazione tradizionale attore/pubblico (noto anche come "rottura della quarta parete")
- la centralità dell'aspetto "live"

La differenza fra teatro fisico e teatro "letterario" andrebbe quindi ricercata nel ruolo creativo dell'attore/performer, nella relazione stabilita con il testo e nella natura del processo di creazione, nella centralità assegnata al corpo e nel rapporto con il pubblico. 
Keefe e Murray, riportando quanto sostenuto da Chamberlain e Hans-Thies Lehmann, ricordano come la peculiarità dei teatri fisici non debba essere riposta nell'assenza di un testo preesistente su cui costruire la produzione, ma nella natura della relazione stabilita con questo testo, se presente, nel lavoro che su di esso svolgono "attori, regista, scenografo, coreografo del movimento e altri" e nelle nozioni di paternità, autorità e ruolo creativo dell'attore/performer. Un'altra differenza con le forme teatrali basate sul testo, risiederebbe nel "carattere distintivo, radicato nel corpo dell'esecutore come punto di partenza, nelle strategie compositive e drammaturgiche impiegate nella composizione del testo performativo emergente", con riferimento alla pratica di "devising" e di paternità collettiva, un processo di cui Keefe e Murray individuano le radici nella sperimentazione teatrale europea di inizio-metà Novecento (l'enfasi posto alla spontaneità, libertà creativa, potere dell'immaginazione in movimenti come il dadaismo, surrealismo, futurismo, o autori come Artaud), ma che nel suo significato di "processo collaborativo" opposto a un modello gerarchico, ritengono si sia pienamente affermato negli ultimi quattro decenni del XX secolo, nel contesto degli anni sessanta e "nella retorica della (ri)rivendicazione della democrazia e della collettività".
Paul Allain e Jen Harvie, concordando con queste caratteristiche e sul primato che il teatro fisico assegna agli "aspetti materiali e fisici, come il corpo, la scenografia o elementi come oggetti e burattini" rispetto ad una sceneggiatura più o meno predefinita, sottolineano come la formazione tecnica dell'attore, le sue capacità di padronanza del movimento, occupino un'importanza fondamentale in questo genere teatrale.
Questa idea di "allenamento fisico" che si può incontrare anche in drammaturghi moderni, come nelle tecniche di allenamento e recitazione del Teatro-Laboratorio di Grotowski, o dei suoi allievi, come Richard Schechner, o in esponenti carismatici del teatro “letterario”, come Stanislavskij, tuttavia non sempre ha assunto questo peso o è identificabile con queste finalità. Il metodo Stanislavky, ad esempio, finalizza l'"allenamento" psicofisico all'immedesimazione dell'attore nel personaggio e nel testo, e non lo utilizza come agente di ridefinizione della pratica e del processo creativo teatrale. Nel teatro fisico, invece, sulla "recitazione" prevale il concetto di performance e di "autointerpretazione".

## Interpreti notevoli
Tra le compagnie e i praticanti moderni del teatro fisico sono da ricordare:

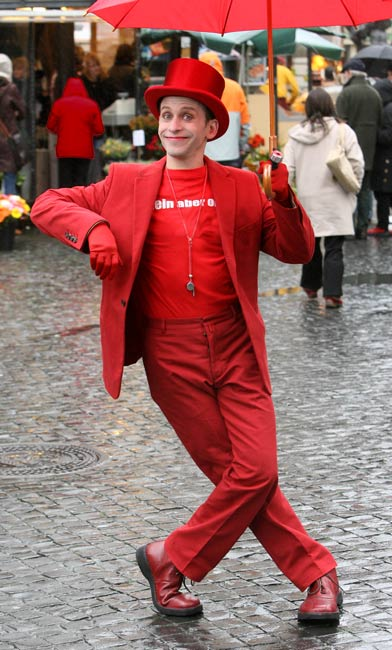
Il pantomimo Pablo Zibes

### Compagnie[69]
- Chicago Fusion Theatre [poi Wayward Production][70], Chicago, (2007-2013)[71]
- Chickenshed Theatre Company, Londra (1974- )[72]
- Chotto Ookii Theatre Company, Leeds (2005-2010)[73][74]
- Complicité, Londra (1983-  )[75]
- Dell'Arte International School of Physical Theatre, Blue Lake, California (1971-  )[76]
- DEREVO, Dresda (1997-  )[77][78]
- Double Edge Theatre, Ashfield, (1982-  )[79]
- DV8 Physical Theatre, Londra (1986-2022)[80]
- Frantic Assembly, Londra (1994-  )[81]
- Gecko, Ipswich (2001-  )[82]
- Hoipolloi, Regno Unito (1994-2020)[83]
- Horse and Bamboo Theatre, Rossendale  (1978- )[84]
- Kage Physical Theatre, Melbourne (1997-2017)[85][86]
- Kneehigh Theatre, Cornovaglia (1980-2021)[87]
- MB Adaptors, New York (1984- )[88]
- Mondo Bizarro, New Orleans (2012- )[89]
- Motionhouse, Warwickshire (1988-  )[90]
- Not Man Apart, Los Angeles (2004-  )[91]
- Out of Balanz, Copenaghen[92]
- PUSH Physical Theatre, (Rochester (2000-  )[93]
- The Right Size, Regno Unito (1988-2006)[94]
- SITY Company, New York (1992-2022)[95]
- Synetic Theater, Arlington (2001- )[96]
- Theatre de l'Ange Fou, Londra e Spring Green, Wis. (1984- )[97]
- Theater Grottesco, Santa Fe, (1983- )[98]
- Theo Adams Company, Londra (2008- )[99]
- Trestle Theatre, St Albans (1985- )[100]
- Zen Zen Zo, Brisbane, Australia (1992- )[101]

### Praticanti
- Theo Adams
- Antonin Artaud
- Pina Bausch
- Steven Berkoff
- Anne Bogart
- Wolfe Bowart
- Kate Champion
- Alan Clay
- Adam Darius
- Étienne Decroux
- Philippe Gaulier
- Thomas Leabhart
- Jacques Lecoq
- Petra Massey
- Carlo Mazzone-Clementi
- Matt Mitler
- Lloyd Newson
- Philip Radice
- Gavin Robertson
- Bill Robison
- Nick Slie
- Daniel Stein
- James Thiérrée
- Steven Wasson
- Vahram Zaryan
- Pablo Zibes